# Уголовный кодекс Кыргызской Республики
Уголовный кодекс Кыргызской Республики (УК Кыргызстана) — основной и единственный источник уголовного права Кыргызстана, устанавливающий преступность и наказуемость деяний на территории Кыргызстана.
Действующая редакция Уголовного кодекса Кыргызстана была подписана президентом Кыргызстана А. Акаевым 1 октября 1997 года и вступила в силу с 1 января 1998 года, сменив предыдущий Уголовный кодекс Кыргызской ССР 1960 года, применявшийся до тех пор.

## Структура кодекса
Кодекс состоит из Общей (разделы I—VI, главы 1—15) и Особенной частей (разделы VII—XII, главы 16—34). В Общей части рассматриваются основные понятия уголовного законодательства, устанавливаются основания уголовной ответственности и освобождения от неё, общие положения об уголовном наказании и освобождении от него, принудительных мерах лечения, а также особенности уголовной ответственности несовершеннолетних.
Особенная часть включает в себя статьи, описывающие составы конкретных преступлений. Структура Особенной части отражает иерархию ценностей, охраняемых уголовным законом: на первом месте стоят преступления против личности, затем преступления в сфере экономики, и лишь затем преступления, посягающие на общественную и государственную безопасность.

## Особенности кодекса
УК Кыргызской республики во многом основан на положениях Модельного Уголовного кодекса для государств — участников СНГ; также многие нормы заимствованы из Уголовного кодекса РФ 1996 года.
В числе особенностей УК Кыргызстана можно назвать присутствие в нём статьи, устанавливающей ответственность за коррупцию (ст. 303); ни в одной из стран постсоветского пространства, кроме Киргизии и Эстонии, уголовные кодексы не содержат определения коррупции и не устанавливают ответственности за сами по себе коррупционные действия. Также отдельно выделяются разные виды взяток: взятка-вознаграждение (ст. 310), взятка-подкуп (ст. 311), взятка за предоставление должности (ст. 312).
В УК Кыргызстана присутствует такой неизвестный законодательству других стран постсоветского пространства вид наказания, как тройной айып — взыскание, налагаемое судом в трехкратном размере причиненного ущерба в денежном или натуральном выражении (ст. 43). Две части тройного айыпа взыскиваются в пользу потерпевшего в возмещение материального и морального ущерба, третья часть — в пользу государства.
В кодекс регулярно вносятся изменения, отражающие изменения регулируемых им общественных отношений и появление новых видов и форм общественно опасных деяний.